# Богданівська загальноосвітня школа I—III ступенів імені І. Г. Ткаченка
Опорний навчальний заклад «Богданівська загальноосвітня школа I—III ступенів імені І. Г. Ткаченка Знам'янської районної ради Кіровоградської області» — загальноосвітня школа, розташована у с. Богданівка Знам'янського району Кіровоградської області

## Історія
Богданівську школу знали не лише в Україні. Вона широко була відома своїми успіхами. Понад тридцять років ішла продумана і результативна робота із залучення учнів до суспільно корисної праці, з підготовки їх до самостійного дорослого життя. Тут була створена перша в Україні і одна з перших у країні учнівська виробнича бригада. Школа стала широко відомою лабораторією передової педагогічної думки в культурі управлінської діяльності, організації трудового навчання і виховання.
З 1944 року, з перших днів звільнення Знам'янського району від німецьких окупантів Іван Гурович Ткаченко був призначений директором Богданівської середньої школи, якою керував протягом 35 років. У село поверталося справжнє життя. Поверталося воно і в школу. З трьох шкільних корпусів відносно вцілів тільки третій, найменший. Ні парт, ні дошок, ні кабінетів. Усе зруйновано, пограбовано, спалено. У такій обстановці 8 січня 1944 року зібралася перша педрада. Її рішення було наступним: силами учителів, учнів і громадськості повністю відремонтувати корпус № 3, побудувати у ньому 5 класних кімнат. Виготовити столи, стільці та дошки. Розпочати заняття у дві зміни учнів 1-7 класів. Приступити до ремонту та устаткування корпусів № 1, № 2. Спланувати роботу, керуючись державними програмами.
І рішення педради було втілено в життя. У 1945 році відбувся перший післявоєнний випуск десятикласників. Одинадцять учнів одержали атестати зрілості. Усі вступили до вишів.
І. Г. Ткаченко згуртував дружній колектив, у якому було приємно працювати, бо завжди поруч плече друга, однодумця.
З колегами, йшов він пліч-о-пліч тернистою нивою нелегкої учительської праці. До кінця 30-х років у школі склалися певні традиції. Коротко їх можна сформулювати так: дати міцні знання своїм вихованцям, навчити їх використовувати ці знання на практиці, словом, підготувати учнів морально до трудової діяльності. Ці традиції були продовжені й у повоєнний час. Педагогічний колектив школи прийшов до глибокого переконання: необхідно, щоб елементи праці (в повному розумінні слова) пронизували всі аспекти навчально-виховної роботи.
Було розроблено спеціальний практикум для всіх класів за власною програмою. В основному робота будувалася на залученні учнів у сільськогосподарське виробництво весною, восени і влітку.
Програма була складена таким чином: перелік видів праці, зв'язок цих видів із навчальною програмою, перш за все з природознавством, географією, фізикою, хімією, математикою.
У науку і педагогічну практику Іван Гурович увійшов своїм значним доробком у справу вдосконалення трудового виховання старшокласників сільської школи. А починалося трудове виховання у Богданівській школі з кропіткої праці учнів середніх і молодших класів у майстернях, на шкільних ділянках та в теплицях-оранжереях.
Іван Гурович розробив своєрідну методику трудового виховання, склав чітку програму для навчально-виробничої практики учнів 10-11 класів. Заняття проводилися у виробничих цехах базового сільськогосподарського підприємства, у кабінеті автосправи, на пришкільних ділянках тощо.
Закінчуючи навчальний заклад, випускники одержували дві спеціальності: механізатора-тваринника і столяра-меблевика.
Іван Гурович поєднав навчання в школі з практичною роботою на полях і фермах, запозичивши у ставропольських колег ідею організації учнівської виробничі бригади. У 1955 році в Богданівській школі було засновано навчально-виробничу бригаду. Учні 5-9 класів, які виявили бажання працювати в бригаді і діставали на це згоду батьків, подавали заяву на ім'я педагогічної ради і правління артілі. Приймали юнаків і дівчат у бригаду на спільному засіданні правління і педагогічної ради школи. Тут же вручали їм першу в житті трудову книжку. Колгосп виділив окрему ділянку землі площею в 110,5 га під навчально-дослідне поле і повністю забезпечував засобами механізації по вирощуванню високих врожаїв сільськогосподарських культур.
Виробнича бригада мала свій Гімн «Змолоду честь трудову бережи», свій прапор. Кожного року проводилися районні й обласні зльоти виробничих бригад.
Тісно співпрацювали школа, колгосп і Академія Наук. Школа зайнялася теоретичною розробкою, колгосп впроваджував на практиці, Академія Наук науково обґрунтовувала всі досягнення виробничої бригади.
За період існування виробничої бригади учні добивалися високих врожаїв у вирощуванні сільськогосподарських культур. А нагороди говорять самі за себе. 1965 року учнівську бригаду було нагороджено I Республіканською премією Міністерства Освіти УРСР. 1966 року школу нагороджено Грамотою президії Верховної ради УРСР за успіхи в дослідницькій роботі і трудовому вихованні. 1972 року учнівська виробнича бригада нагороджена II Республіканською премією Міністерства Освіти УРСР. У 1972 році до 50-річчя СРСР І. Г. Ткаченко був нагороджений Почесною грамотою Міністерства Освіти за успіхи школи у виробничому навчанні. У цьому ж році було вручено і прапор обласного комітету КП(У) та облпрофспілки як кращому педагогічному колективу.
Підсумком діяльності учнівської виробничої бригади протягом перших семи років стала книга Івана Гуровича «Навчально-виробнича і виховна робота в учнівській бригаді». Досвід роботи учнівської бригади було узагальнено Міністерством Освіти УРСР і видано для шкіл республіки як методичний лист. У 1971 р. у видавництві «Радянська школа» була видана його монографія «Трудове виховання старшокласників», яка стала логічним результатом 10-річних експериментальних досліджень. Книга відзначена республіканською премією Педагогічного товариства УРСР.
Життя продовжувалося. З 1979 року по 2012 рік в школі змінилося 6 директорів. Кращі традиції, закладені Іваном Гуровичем та його колегами, не тільки зберігалися, а і примножувалися . Адже Іван Гурович залишався найкращим наставником і консультантом, а в школі працювали продовжувачі його справи — його колеги та його учні. Серед майбутніх учителів школи працювало 15 випускників, які втілювали його ідеї в життя.

## Традиції школи
- 1 Вересня — День Знань
- Свято квітів
- Осінній ярмарок
- День партизанської слави
- День Учителя
- День людей похилого віку
- Осінній бал
- Богданівка має талант
- Предметні тижні
- День пам'яті жертв голодомору
- Козацькі забави
- День збройних сил України
- 9 грудня — День визволення Богданівки
- Естафета пам'яті
- Тато, мама, я — спортивна сім'я
- День Святого Миколая
- Новорічні свята
- День соборності України
- День пам'яті Героїв Крут
- Декада пам'яті І. Г. Ткаченка
- День Святого Валентина
- Військово-спортивна гра, присвячена Дню захисника Вітчизни «Ну-мо, хлопці! Ну-мо, дівчата!»
- Шевченківські дні
- 8 Березня
- Тиждень книги
- Перлина степового краю
- Чорнобиль…
- Конкурс-огляд пісні і строю
- Мітинг-реквієм, присвячений Дню Перемоги
- Конкурс «Учень року»
- Останній дзвоник
- Випускний бал
- Пришкільний табір відпочинку дітей з денним перебуванням «Зелена планета»

## Педагогічний колектив
Загальна кількість працівників школи — 56. Із них — 30 учителів (початкова школа — 7, старша школа — 23)
За старанну і сумлінну працю, навчання і виховання учнів, за активну участь у позакласній роботі представлено учителів до нагород:
- «Відмінник освіти України» — 7
- грамота Міністерства освіти і науки України -8
- грамота управління освіти обласної державної адміністрації — 5

Серед педагогів школи
- 3 лауреати обласних конкурсів професійної майстерності: Рядніна В. І., Стукало В. І., Попруга З. М.;
- Переможець обласного конкурсу «Сучасний урок. ІКТ супровід»: Тарасюк Н. В.;
- Дипломант VII Всеукраїнського огляду-конкурсу «Панорама творчих уроків»: Ковальова О. В.
- 2 лауреати районної премії В. О. Сухомлинського: Рядніна В. І., Ковальова О. В.
- 2 лауреати районної премії І. Г. Ткаченка: Буштрук Н. Б., Бойчук С. Я.

## Відомі випускники
- Ніколаєнко Станіслав Миколайович — український політик та громадський діяч. Ректор Національного університету біоресурсів і природокористування України. Міністр освіти і науки України (2005—2007), професор, доктор педагогічних наук, член-кореспондент Національної академії педагогічних наук України, академік Російської академії освіти[1]. Лідер лівоцентристської партії «Справедливість».
- Шевченко Віктор Григорович — президент Російської Академії безпеки та оборони (2000—2009), директор Національної академії безпеки, оборони і правопорядку (2003—2008), академік Російської Академії природничих наук, старший віцепрезидент Академії Націй.
- Гетьман Іван Ілліч — український вчений у галузі стоматології, педагог. Кандидат медичних наук (1969), доцент (1971), ректор Тернопільського державного медичного інституту (1972—1981).